# Theridiidae
Theridiidae là một họ nhện thuộc bộ Araneae. Họ này có 109 chi, tổng cộng có 2295 loài.

## Các phân họ và các chi
Phân họ và chi theo Joel Hallan
- Argyrodinae

- Argyrodes Simon, 1864
- Neospintharus Exline, 1950
- Ariamnes Thorell, 1869
- Deelemanella Yoshida, 2003
- Faiditus Keyserling, 1884
- Rhomphaea L. Koch, 1872
- Spheropistha Yaginuma, 1957

- Hadrotarsinae

- Anatea Berland, 1927
- Audifia Keyserling, 1884
- Dipoena Thorell, 1869
- Dipoenata Wunderlich, 1988
- Emertonella Bryant, 1945
- Euryopis Menge, 1868
- Eurypoena Wunderlich, 1992
- Gmogala Keyserling, 1890
- Guaraniella Baert, 1984
- Hadrotarsus Thorell, 1881
- Lasaeola Simon, 1881
- Phycosoma O. P.-Cambridge, 1879
- Yaginumena Yoshida, 2002
- Yoroa Baert, 1984

- Latrodectinae Petrunkevitch, 1928

- Crustulina Menge, 1868
- Latrodectus Walckenaer, 1805
- Steatoda Sundevall, 1833

- Pholcommatinae Simon, 1894

- Asygyna Agnarsson, 2006
- Carniella Thaler & Steinberger, 1988
- Cerocida Simon, 1894
- Craspedisia Simon, 1894
- Enoplognatha Pavesi, 1880
- Helvidia Thorell, 1890
- Pholcomma Thorell, 1869
- Phoroncidia Westwood, 1835
- Proboscidula Miller, 1970
- Robertus O. P.-Cambridge, 1879
- Selkirkiella Berland, 1924
- Styposis Simon, 1894
- Theonoe Simon, 1881
- Wirada Keyserling, 1886

- Sphintharinae

- Chrosiothes Simon, 1894

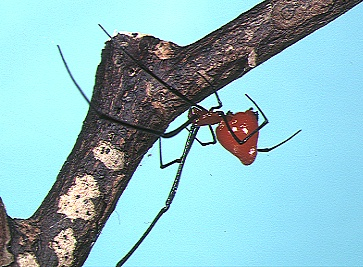
Argyrodes miniaceus
(phân họ Argyrodinae)

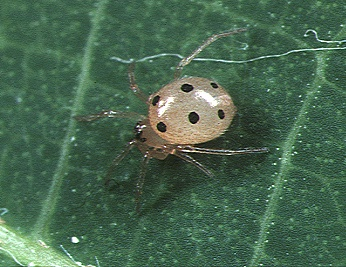
Dipoena martinae
(subfamily Hadrotarsinae)

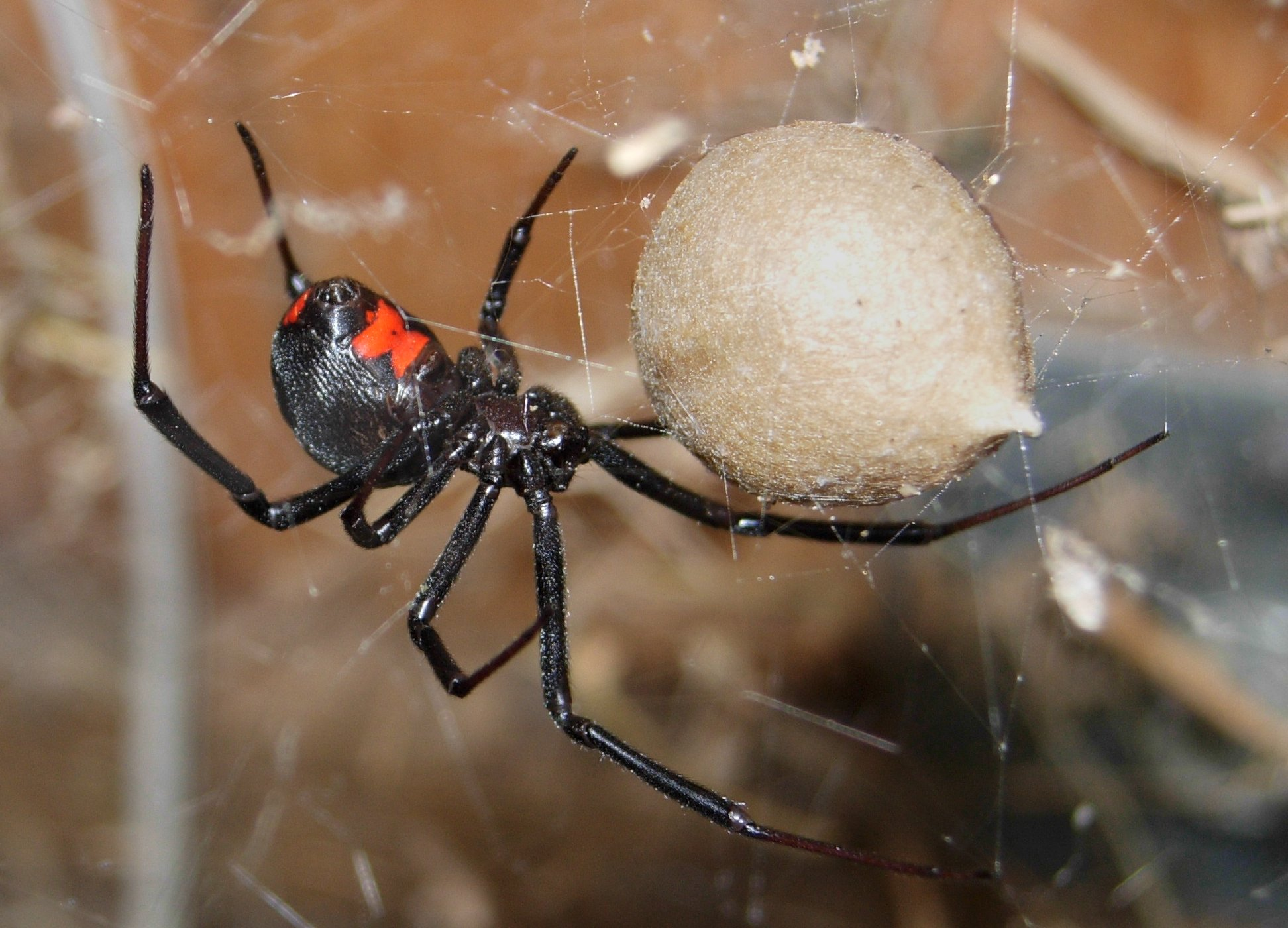
Latrodectus mactans, một con nhện quả phụ đen
(phân họ Latrodectinae)

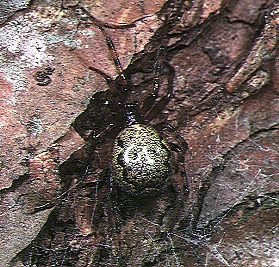
Empolognatha abrupta
(phân họ Pholcommatinae)

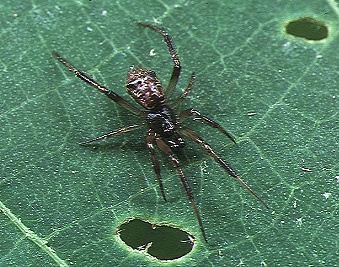
Epsinus nubilus
(phân họ Spintharinae)

- Episinus Walckenaer, in Latreille, 1809
- Moneta O. P.-Cambridge, 1870
- Spintharus Hentz, 1850
- Thwaitesia O. P.-Cambridge, 1881
- Stemmops O. P.-Cambridge, 1894

- Theridiinae

- Achaearanea Strand, 1929
- Achaearyopa Barrion & Litsinger, 1995
- Ameridion Wunderlich, 1995
- Cabello Levi, 1964

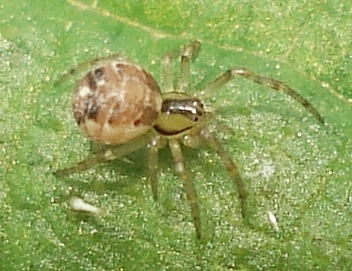
Theridion impressum
(phân họ Theridiinae)

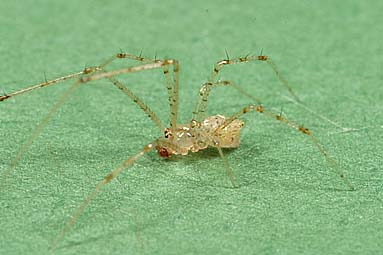
Chrysso pulcherrima
(phân họ Theridiinae)

- Cephalobares O. P.-Cambridge, 1870
- Chrysso O. P.-Cambridge, 1882
- Coleosoma O. P.-Cambridge, 1882
- Cyllognatha L. Koch, 1872
- Dipoenura Simon, 1908
- Echinotheridion Levi, 1963
- Exalbidion Wunderlich, 1995
- Helvibis Keyserling, 1884
- Heterotheridion Simon, 1895
- Histagonia Simon, 1895
- Jamaitidion Wunderlich, 1995
- Keijia Yoshida, 2001
- Macaridion Wunderlich, 1992
- Molione Thorell, 1892
- Neottiura Menge, 1868
- Nesticodes Archer, 1950
- Nipponidion Yoshida, 2001
- Paratheridula Levi, 1957
- Propostira Simon, 1894
- Rugathodes Archer, 1950
- Sardinidion Wunderlich, 1995
- Simitidion Wunderlich, 1992
- Takayus Yoshida, 2001
- Tekellina Levi, 1957
- Theridion Walckenaer, 1805
- Theridula Emerton, 1882
- Thymoites Keyserling, 1884
- Tidarren Chamberlin & Ivie, 1934
- Wamba O. P.-Cambridge, 1896

- incertae sedis

- Anelosimus Simon, 1891

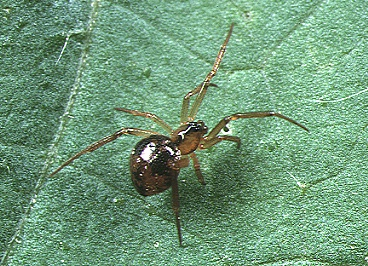
Coscinida japonica
(incertae sedis)

- Astodipoena Petrunkevitch, 1958 † (fossil, Eocene)
- Chorizopella Lawrence, 1947
- Clya Koch & Berendt, 1854 † (fossil, Eocene)
- Coscinida Simon, 1895
- Eodipoena Petrunkevitch, 1942 † (fossil, Eocene)
- Eoysmena Petrunkevitch, 1942 † (fossil, Eocene)
- Flegia Koch & Berendt, 1854 † (fossil, Eocene)
- Hetschkia Keyserling, 1886
- Icona Forster, 1955
- Kochiura Archer, 1950
- Landoppo Barrion & Litsinger, 1995
- Marianana Georgescu, 1989
- Mictodipoena Petrunkevitch, 1958 † (fossil, Eocene)
- Municeps Petrunkevitch, 1942 † (fossil, Eocene)
- Nactodipoena Petrunkevitch, 1942 † (fossil, Eocene)
- Paidiscura Archer, 1950
- Tomoxena Simon, 1895
- Zercidium Benoit, 1977

## Hình ảnh

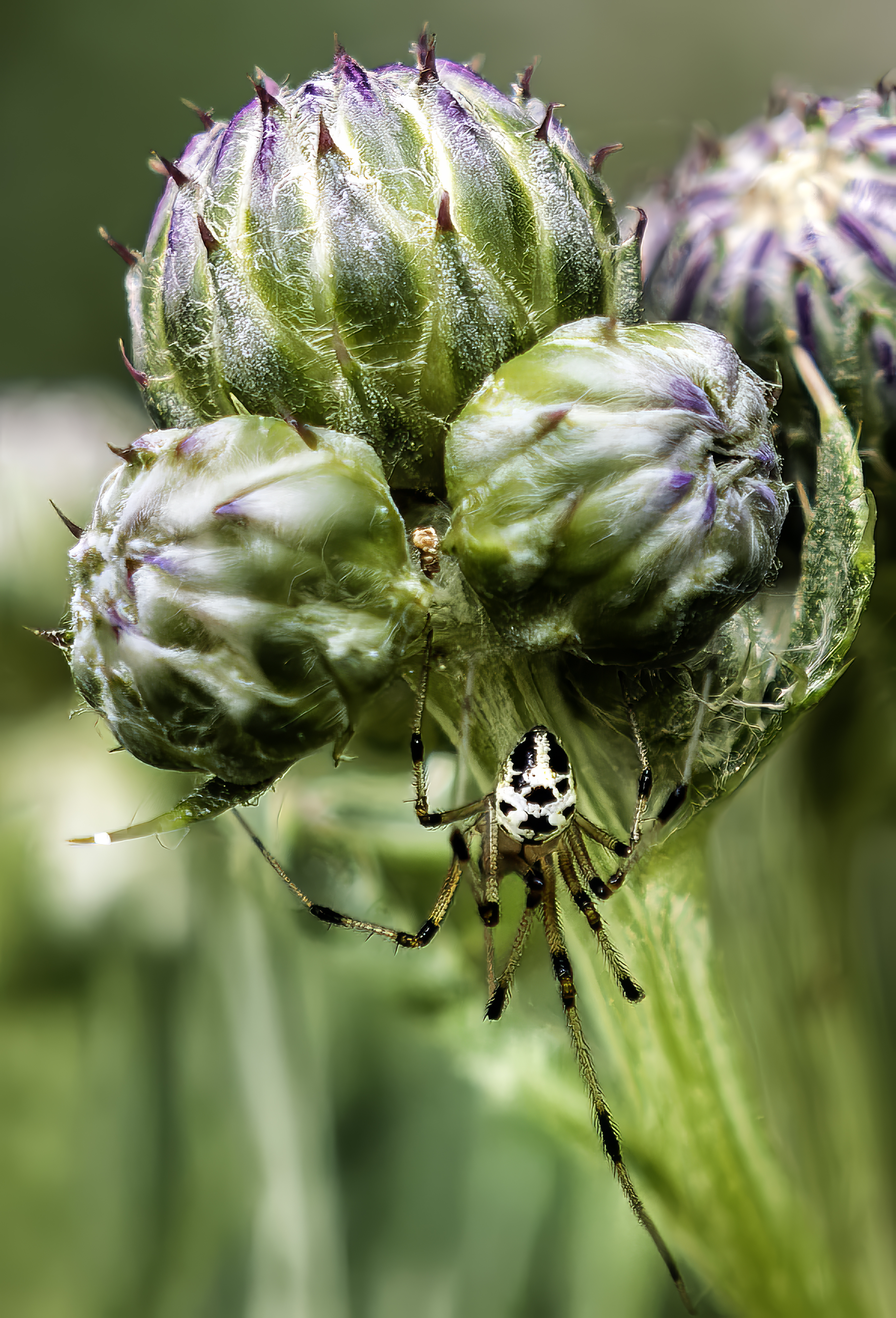
Heterotheridion nigrovariegatum
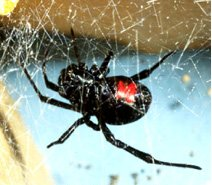
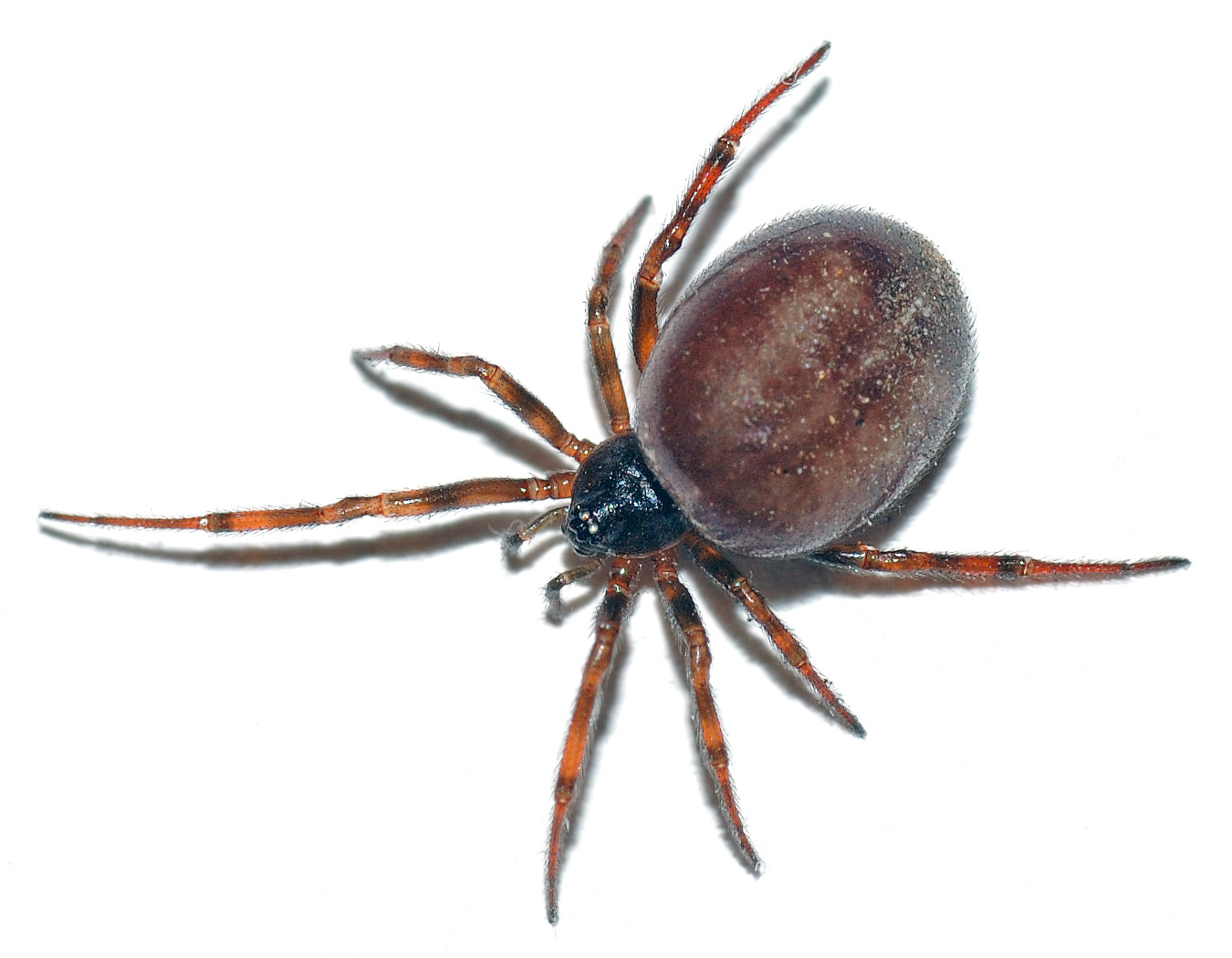
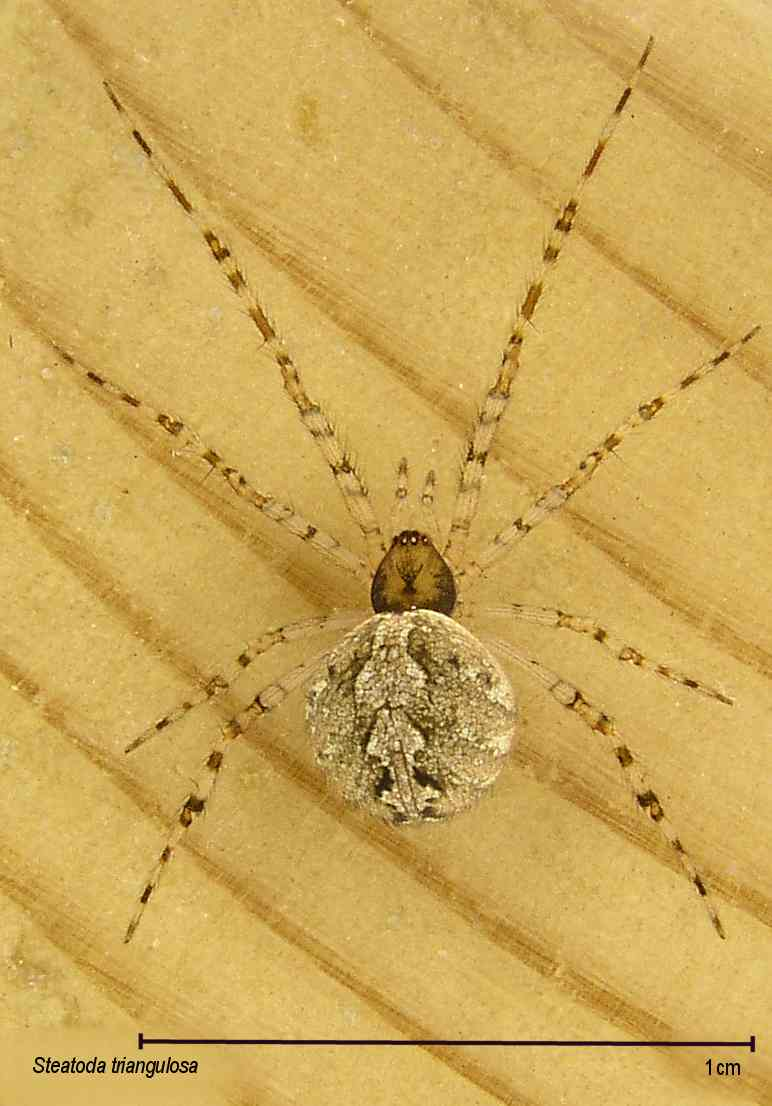
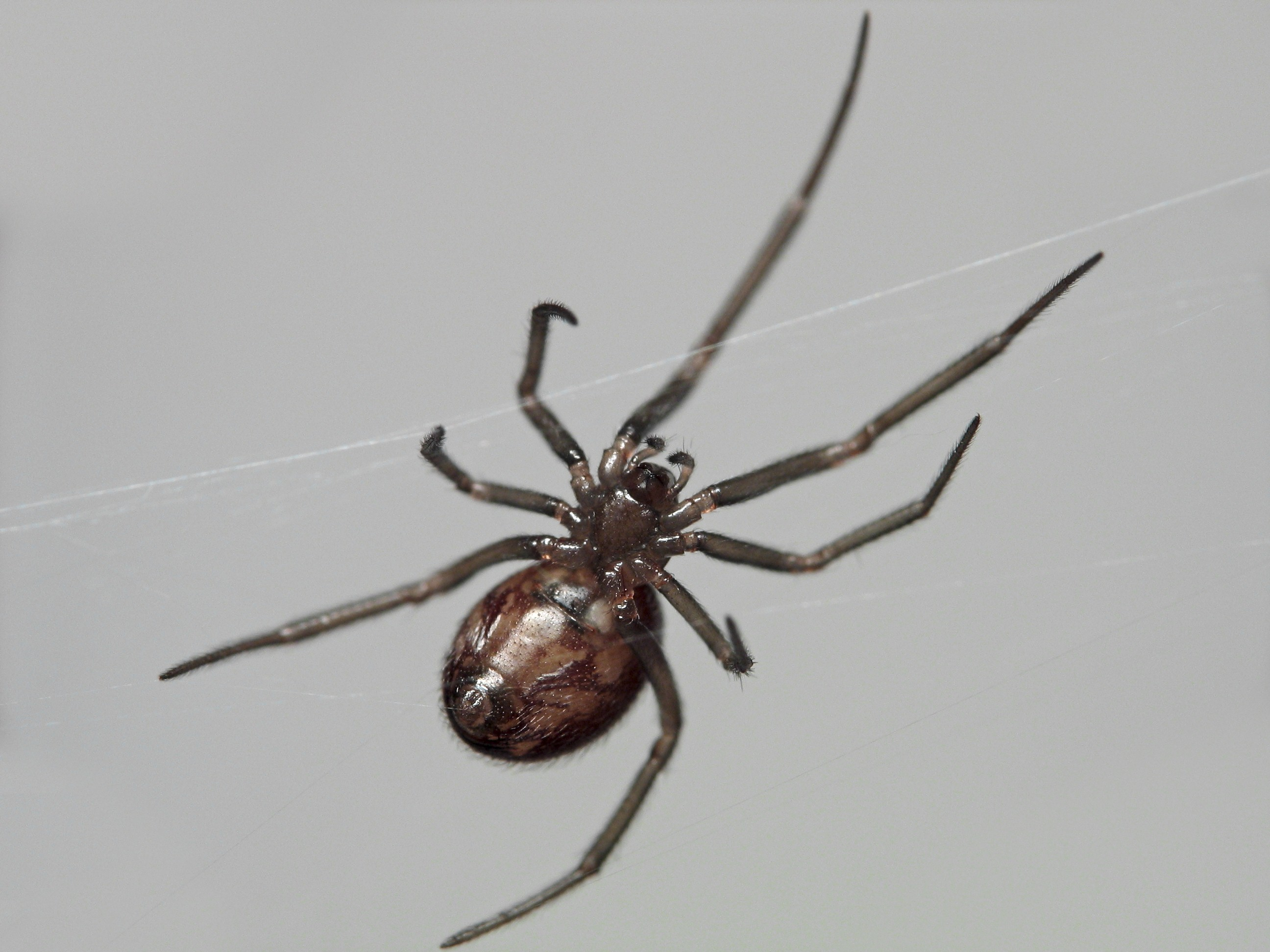